# 金屋 (餐廳)
48°31′N 2°12′E / 48.52°N 2.20°E
金屋（法語：Maison dorée）餐廳位於法國巴黎第九區義大利人大道，創業於1841年，1902年停業，曾經是法國巴黎知名餐廳之一。

## 歷史
金屋餐廳原名是城市餐廳（法語：Le Restaurant de la Cité），由路易斯·維迪爾（法語：Louis Verdier）於1841年開業，並且由他的兩個兒子“歐內斯特”大衛·維迪爾（法語："Ernest" David Verdier）、路易斯“查爾斯” 維迪爾（法語：Louis "Charles" Verdier）共同經營，但是因為裝潢豪華、大量使用金面、鏡面、鍍金欄杆、鍍金陽台，因而被稱為金屋。路易斯·維迪爾和年輕主廚卡西米爾·莫伊森，將這間餐廳經營的相當成功，成為巴黎林蔭大道（法語：Boulevards parisiens）最知名的指標餐廳。卡西米爾·莫伊森在金屋創了一道以羅西尼為名的羅西尼肉排（法語：Tournedos Rossini），因為羅西尼是金屋餐廳的鄰居和常客。
後來路易斯·維迪爾於1872年取得香檳餐廳經營權後，將心思都放在香檳餐廳，連同主廚卡西米爾·莫伊森也跟著去到香檳餐廳，金屋餐廳於1902年結束營業，原址由巴黎國家銀行（法語：Banque nationale de Paris）繼續使用。
馬塞爾·普魯斯特的作品追憶似水年華，曾經於作品當中提及金屋餐廳，使得金屋餐廳的名號，得以隨著文學作品流傳迄今。